# أشلي اوبرمان
أشلي اوبرمان (بالإنجليزية: Ashley Opperman)‏ هو لاعب كرة قدم جنوب أفريقي في مركز الدفاع، ولد في 13 يناير 1983 في كيب تاون في جنوب أفريقيا. لعب مع أياكس كيب تاون وموروكا سوالوز.